# Gedenksteen synagoge (Sneek)

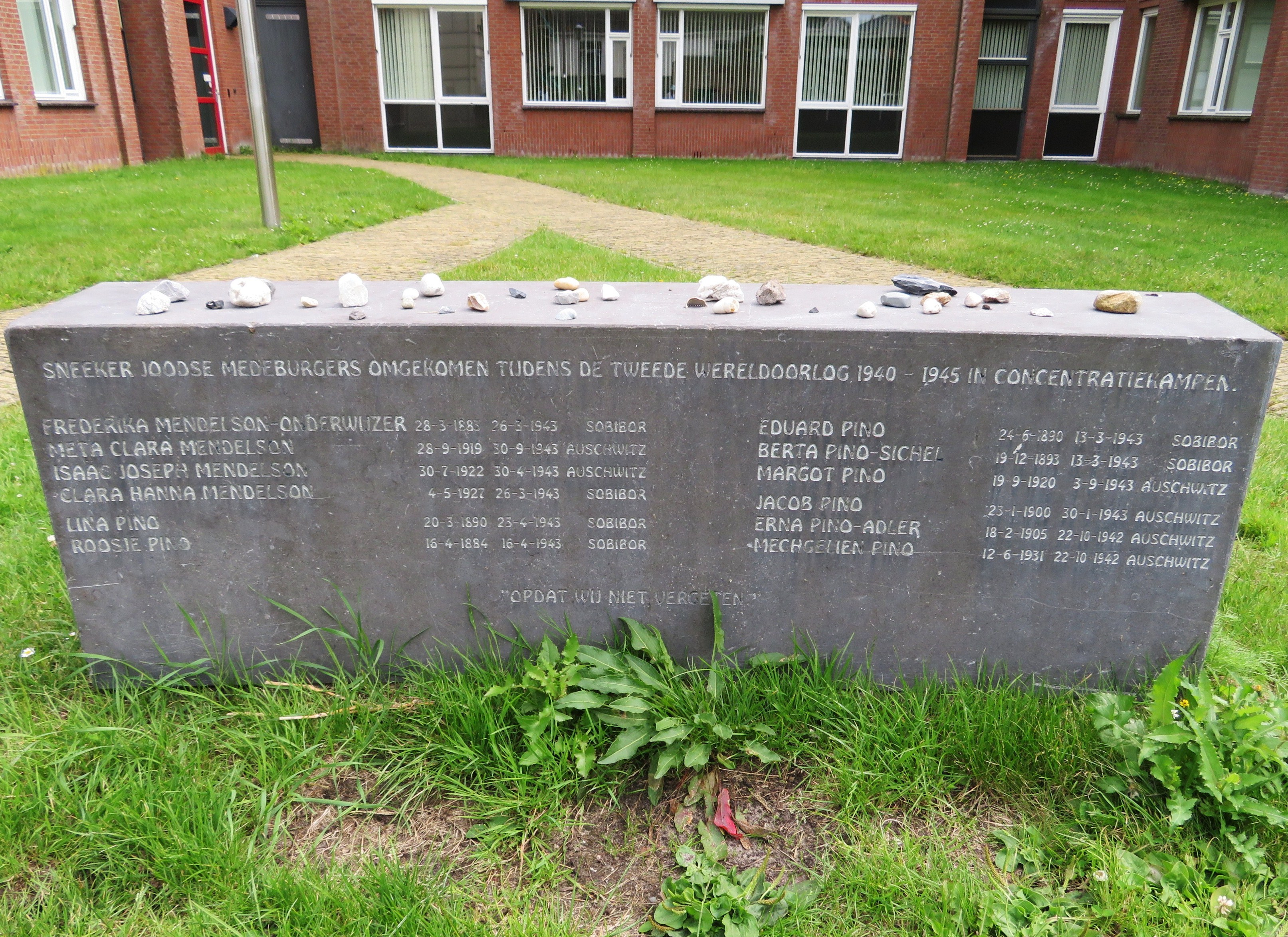
De gedenksteen

De Gedenksteen in de Stadhuistuin in Sneek herinnert aan de vernietiging van de synagoge en de Joodse slachtoffers tijdens de Tweede Wereldoorlog. Naast de steen staat een natuurstenen tegel op een granieten voetstuk in de vorm van een davidster.
Op 4 mei 1972 werd de tegel onthuld in het plaveisel van de Wijde Burgstraat. In 1995 werd er een gedenksteen aan toegevoegd. Later, in 2002, is het monument verplaatst naar de Stadhuistuin. Reden voor de verhuizing was het feit dat het veelvuldig als bank en fietsenstalling werd gebruikt.
Op de oorspronkelijke locatie was tot 1945 de Sneker synagoge te vinden.

## Tekst
Op de tegel staan de woorden 'Tot herinnering' in het Hebreeuws, met daaronder:
TOT HERINNERING

HIER STOND

TOT MCMXLV

DE SYNAGOGE
Op de gedenksteen staan de namen van de in Sneek woonachtige Joodse slachtoffers van de Tweede Wereldoorlog:
SNEKER JOODSE MEDEBURGERS OMGEKOMEN TIJDENS DE TWEEDE WERELDOORLOG 1940-1945 IN CONCENTRATIEKAMPEN

FREDERIKA MENDELSON-ONDERWIJZER 28-3-1883 26-3-1943 SOBIBOR

META CLARA MENDELSON 28-9-1919 30-9-1943 AUSCHWITZ

ISAÄC JOSEPH MENDELSON 30-7-1922 30-4-1943 AUSCHWITZ

CLARA HANNA MENDELSON 4-5-1927 26-3-1943 SOBIBOR

LINA PINO 20-3-1890 23-4-1943 SOBIBOR

ROOSJE PINO 16-4-1884 16-4-1943 SOBIBOR

EDUARD PINO 24-6-1890 13-3-1943 SOBIBOR

BERTA PINO-SICHEL 19-12-1893 13-3-1943 SOBIBOR

MARGOT PINO 19-9-1920 3-9-1943 AUSCHWITZ

JACOB PINO 23-1-1900 30-1-1943 AUSCHWITZ

ERNA PINO-ADLER 18-2-1905 22-10-1942 AUSCHWITZ

MECHGELIEN PINO 12-6-1931 22-10-1942 AUSCHWITZ

LION VAN GELDER 18-3-1869 19-11-1942 AUSCHWITZ

CAROLINA VAN GELDER-BILDERBEEK 6-7-1890 19-11-1942 AUSCHWITZ

MAX. KUYT 17-8-1895 30-9-1942 AUSCHWITZ

ELLA LEBENSTEIN 28-3-1907 23-11-1942 AUSCHWITZ

PHILIP RODRIGUES 14-05-1902 10-11-1942 AUSCHWITZ

MORITZ ROTHSCHILD 3-4-1893 23-11-1942 AUSCHWITZ

BERTA ROTHSCHILD-COLOMB 13-10-1891 23-11-1942 AUSCHWITZ

EMMA M. TURKSMA-VAN DER HOVE 21-8-1889 23-11-1942 AUSCHWITZ

LEVI NATHAN VELLEMAN 4-3-1862 19-11-1942 AUSCHWITZ

BEELTJE EKSTEIN-GODSCHALK 22-12-1876 19-11-1942 AUSCHWITZ

ESTHER VAN DE VLIET-GUDEMA 14-4-1901 23-11-1942 AUSCHWITZ

ROZET IJZERMAN 29-6-1926 30-6-1944 MIDDEN EUROPA

SAMUEL ZWART 21-7-1924 28-2-1943 AUSCHWITZ
WEES ONS GENADIG, HEER, WEES ONS GENADIG, WANT TE LANG ZIJN WIJ VERNEDERD.

PSALM 123:3